# Antonio Dorival Campos
Antonio Dorival Campos (Taquaritinga, 31 de mayo de 1937 – São Paulo, 19 de julio de 2009) fue un contribuidor para el desarrollo de la Bioestadística en Brasil. Se graduó en Matemática en 1960, por la Universidad de São Paulo (USP). En 1965, finaliza su Maestría en el Centro Interamericano de Ensenãnza de Estadística, Chile, con beca concedida por la OEA (Organización de Estados Americanos). En 1971, defendió su tesis de Doctorado en USP, sobre orientación del Prof. Geraldo García Duarte. En 1980, obtuvo el título de Docente Académico por USP.
En 1961 ingresó a la carrera académica como auxiliar de docente junto al Departamento de Matemática da Faculdade de Filosofia Ciências e Letras de Río Claro, que más tarde fue incorporado a UNESP, impartiendo docencia en la materia Modelos Lineales en el curso de licenciatura en Matemática.
Ingreso en 1967 al cuerpo docente del extinto Departamento de Matemática Aplicada a Biología de la Facultad de Medicina de Ribeirão Preto (FMRP), USP. También formaban parte de este departamento los profesores Geraldo García Duarte, Euclides Custódio de Lima Filho e Maria Aparecida de Paiva Franco. Este grupo ofrecía asesoría estadística a los investigadores del área médica, e realizaba seminários y estudios de metodología estadística y su fundamentación matemática.
En 1971, fue profesor visitante en la Facultad de Filosofía, Ciencias y Letras de São José do Rio Preto, SP, donde dictó clases de Probabilidad e Inferencia a alumnos del curso de graduación en Matemática. En esa época, tuvo como alumnos Adhemar Sanches, Jorge Alberto Achcar y José Antonio Cordeiro, que posteriormente ingresaran a la carrera académica convirtiéndose en investigadores en Bioestadística.
A partir de 1969 y como resultado de la Reforma Universitaria, fueran reunidos los Departamentos de Genética y de Matemática Aplicada a Biología de FMRP, se crea el Departamento de Genética e Matemática Aplicada a Biología, que, así, permaneció hasta el año de 2000, cuando, después de la Restrutura Departamental de USP, volvió a llamarse Departamento de Genética. Este mismo año, Antonio Dorival Campos fue transferido para el Departamento de Medicina Social, donde permaneció hasta su retiro. En este departamento, continuó prestando asesoría estadística a los investigadores de FMRP.
En la USP, trabajó en la enseñanza en los programas de grado y posgrado. Fue docente y orientador en el Programa de Mestría en Bioestadística, que fue ofrecido por la FMRP hasta 1998. También perteneció al cuadro permanente de orientadores del Programa de Pós-Graduación en Salud a la Comunidad, de esa misma facultad.
Fue socio de Associação Brasileira de Estatística desde su fundación. Era también socio de la Sociedade Internacional de Biometria y de Sociedade Brasileira de Matemática, desde su formación en 1969 hasta el año 1989.

## Contribuciones científicas
- "An extension of the Cramèr-Rao inequality for a sequential procedure without assuming regularity conditions". Annals of the Institute of Statistical Mathematics, v. 30, Part A, p. 415-419, 1978.
- "Extension of the inequality for the variance of an estimator by Bayesian process". Annals of the Institute of Statistical Mathematics, v. 31, n. 1, 1979.

## Producción Biliográfica (lista parcial)
- Maria Letícia Fagundes; Maria Célia Mendes; Maristela Carbol Patta; Marcos Dias de Moura; Antônio Dorival Campos; Geraldo Duarte; Marta Edna Holanda Diógenes Yazlle. Padrão endometrial em mulheres submetidas à laqueadura tubária. Rev Bras Ginecol Obstet, São Paulo, v. 27, n.9, p. 529-533, 2005.[6] Disponible en Pdf

- Machado, Alcyone Artioli, Costa, João Carlos da and Campos, Antonio Dorival Imunidade à rubéola: inquérito soro-epidemiológico em hospital, Estado de São Paulo - Brasil. Rev. Saúde Pública, Jun 1988, vol.22, no.3, p.192-200. ISSN 0034-8910 Disponible en Pdf

- Douglas Falleiros Ortiz; Felipe Lauand; Antonio Dorival Campos; José Joaquim Ribeiro da Rocha; Omar Feres. Efeito da drenagem abdominal na cicatrização de anastomoses colônicas: estudo experimental em ratos. Rev bras. colo-proctol., Mar 2007, vol.27, no.1, p.63-68. ISSN 0101-9880 Disponible en Pdf

- Manuela Molina Ferreira; Jean Marc Scialom; Antônio Dorival Campos; Leandra L. Z. Ramalho; Júlio Sérgio Marchini; Omar Féres; José Joaquim Ribeiro da Rocha Efeito da desnutrição na cicatrização de anastomoses colônicas: estudo experimental em ratos. Rev bras. colo-proctol., Set 2006, vol.26, no.3, p.239-243. ISSN 0101-9880 Disponible en Pdf

- Duarte, Sinésio Grace, Campos, Antônio Dorival and Colli, Benedicto Oscar Functional evaluation of temporary focal cerebral ischemia: experimental model. Arq. Neuro-Psiquiatr., Sept 2003, vol.61, no.3B, p.751-756. ISSN 0004-282X Disponible en inglés Pdf

- Afonso Luiz Villa; Reginaldo Ceneviva; Fernanda Viaro; Fernando Ramalho; Antonio Dorival Campos; Paulo Roberto B. Evora The cytoprotective effect of a nitric oxide donor drug on gastric mucous membrane of rats treated with ketoprofen, a non-steroidal anti-inflammatory drug Arq. Gastroenterol., Sept 2005, vol.42, no.3, p.178-181. ISSN 0004-2803 Disponible en inglés Pdf

- Rosa Helena Monteiro Bigélli; Maria Inez Machado Fernandes; Yvone Avalloni de Moraes Villela de Andrade Vicente; Roberto Oliveira Dantas; Lívia Carvalho Galvão; Antônio Dorival Campos Anorectal manometry in children with chronic functional constipation Arq. Gastroenterol., Sept 2005, vol.42, no.3, p.178-181. ISSN 0004-2803 Disponible en inglés Pdf

- Lívia Carvalho Galvão; José Mário Martins Brandão; Maria Inez Machado Fernandes; Antonio Dorival Campos Apresentação clínica de doença celíaca em crianças durante dois períodos, em serviço universitário especializado Arq. Gastroenterol., Dez 2004, vol.41, no.4, p.234-238. ISSN 0004-2803 Disponible en Pdf

- Flávio Marson; Maria Auxiliadora Martins; Francisco Antonio Coletto; Antonio Dorival Campos; Anibal Basile-Filho Correlação entre o consumo de oxigênio obtido pelo método de Fick e pela calorimetria indireta no paciente grave. Arq. Bras. Cardiol., Jan 2004, vol.82, no.1, p.72-76. ISSN 0066-782X Disponible en Pdf

- Luiz Henrique Fonseca Damasceno; Silvio Ricardo Guarnieri Catarin; Antônio Dorival Campos; Helton Luis Aparecido Defino. Lordose lombar: estudo dos valores angulares e da participação dos corpos vertebrais e discos intervertebrais. Acta ortop. bras., 2006, vol.14, no.4, p.193-198. ISSN 1413-7852 Disponible en Pdf

- Maria Auxiliadora Martins; Francisco Antônio Coletto; Antônio Dorival Campos; Anibal Basile–Filho. Indirect calorimetry can be used to measure cardiac output in septic patients?. Acta Cir. Bras., 2008, vol.23, suppl.1, p.118-125. ISSN 0102-8650 Disponible en inglés Pdf

- Samuel Gama Veneziano; Leandra Naira Zambelli Ramalho; Fernando Silva Ramalho; Antônio Dorival Campos; José Joaquim Ribeiro da Rocha; Omar Feres. Effect of thalidomide on the healing of colonic anastomosis, in rats. Acta Cir. Bras., 2008, vol.23, suppl.1, p.17-23. ISSN 0102-8650 Disponible en inglés Pdf

- Marcelo Almeida Azevedo; Omar Féres; José Joaquim Ribeiro da Rocha; Francisco Aprilli; Antonio Dorival Campos; Ricardo dos Santos García. Efeito da icterícia obstrutiva na cicatrização de anastomoses colônicas em ratos. Acta Cir. Bras., 2002, vol.17, suppl.3, p.55-58. ISSN 0102-8650 Disponible en Pdf

- Bezuti MT; Omar Féres; Antonio Dorival Campos; Francisco Aprilli; José Joaquim Ribeiro da Rocha; Ricardo dos Santos García; Orcina Fernandes Duarte Joviliano. Cicatrização de anastomoses colônicas na vigência de obstrução intestinal: Estudo experimental em ratos. Acta Cir. Bras., 2002, vol.17, suppl.3, p.109-115. ISSN 0102-8650 Disponible en Pdf

- Frederico Alonso Sabino de Freitas; Carlos Eli Piccinato; Antônio Dorival Campos; Jesualdo Cherri. Estudo da isquemia e reperfusão em retalhos cutâneos de ratos. Acta Cir. Bras., 2002, vol.17, suppl.3, p.74-78. ISSN 0102-8650 Disponible en Pdf

- Cesar Augusto Ferreira; Walter Villela de Andrade Vicente; Alfredo José Rodríguez; Antonio Dorival Campos; Jairo Rosa e Silva Júnior; Álvaro Sarabanda; Antonio Osvaldo Pyntia. Avaliação da atividade elétrica atrial em pacientes submetidos ao tratamento cirúrgico da valvopatia mitral. Acta Cir. Bras., 2002, vol.17, suppl.3, p.44-51. ISSN 0102-8650 Disponible en Pdf

- Campos, A. D. Análise comparativa entre os pesos corpóreos estimados e os medidos obtidos de pacientes em estado crítico. Rev Brasileira de Terapia Intensiva, Brasil, v. 17, n.4, p. 237-244, 2005.

- Campos, A. D. Performance de alguns procedimentos de classificação de observações em casos especiais de interesse público. In: 46a. Reunião Anual da Região Brasileira da Sociedade Internacional de Biometria e 9o. Simpósio de Estatística Aplicada à Experimentação Agronômica, 2001, Piracicaba. Resumos da 46a. Reunião Anual da Região Brasileira da Sociedade Internacional de Biometria e 9o. Simpósio de Estatística Aplicada à Experimentação Agronômica, 2001. p. 654.

- Campos, A. D. Compatibilidades de los resultado empirícos de la distancia genética entre poblaciones presentada por Bertranpetit y de la mala clasificación de indivíduos obtenida por Cuadras según la regla discriminante distance based. In: VIII Latin American Congress in Probability and Mathematical Statistics, 2001, La Habana. Abstracts of the VIII Latin American Congress in Probability and Mathematical Statistics, 2001. p. 39-40.

- Campos, A. D. Evolução dos procedimentos em problemas de classificação de observações. In: 14o. Simpósio Nacional de Probabilidade e Estatística, 2000, Caxambu. Resumos do 14o. Simpósio Nacional de Probabilidade e Estatística, 2000. p. 146.

- Campos, A. D. Regra de discriminação distance-based e distância genética baseadas em sequências da região controle do DNA mitocondrial. In: 45a. Reunião Anual da Região Brasileira da Sociedade Internacional de Biometria, 2000, São Carlos. Resumo da 45a. Reunião Anual da Região Brasileira da Sociedade Internacional de Biometria, 2000. p. 179-182.

- Campos, A. D. A note on expected value of the difference of order statistics (Galton's Difference Problem). Boletim da Sociedade Portuguesa de Estatística e Investigação Operacional, Lisboa, v. 9, p. 6-7, 1982.

- Campos, A. D. An extension of the Bhattacharyya inequality. Anais da Faculdade de Ciências do Porto, Portugal, v. LV1, p. 1-13, 1973.